# Bobby Kimball
Robert Troy Kimball, conocido como Bobby Kimball (Orange, Texas; 29 de marzo de 1947), es un cantante estadounidense, más conocido por ser el principal vocalista de la banda Toto durante su formación original.

## Biografía

### Con Toto
Ingresó a la banda luego de presentarse a la audición de David Paich y Jeff Porcaro, quienes buscaban al vocalista que necesitaban para su nuevo proyecto. El cantante se presentó a la audición con una composición suya llamada «You Are The Flower». Los miembros de la agrupación lo aceptaron y grabaron juntos los álbumes Toto, Hydra, Turn Back y su álbum más exitoso Toto IV, álbum que vendió más de cinco millones de copias y que les permitió establecer el récord de la banda que más Grammy's ha ganado en una noche.
Después volvió a reunirse con la banda a grabar los discos: Mindfields, Through the Looking Glass y Falling in Between. 
La banda se separó en el año 2008, pero volvieron a reunirse en el 2010. Bobby Kimball no fue considerado para la alineación por la mala relación que tuvo con Lukather en los últimos años de la banda. 

#### Premios Grammy
En 1982 utilizando la fórmula de experimentar con varios estilos musicales, la misma que los dio a conocer con su primer disco, publican su cuarto álbum, el más conocido y el de mayor éxito: Toto IV.
El primer sencillo fue Rosanna. Rápidamente vendió dos millones de copias y entró en los diez primeros lugares del Billboard. La canción mezcla elementos de jazz y rock. En ella los músicos demuestran su habilidad compositiva e interpretativa, especialmente Jeff Porcaro que crea el Rosanna Shuffle, un complejo beat de batería que para algunos bateristas es el más reconocible y esencial groove de batería de todos los tiempos. Por otro lado el sitio Gibson bautizó al solo de Lukather en la canción como Rosanna Burst [Rosanna explosión] y en el año 2013 el mismo sitio realizó un repaso histórico de canciones que han sido tocadas con la Gibson Les Paul de 1959 y ubicó a la canción en la cuarta posición. 
En el vídeo lanzado para la canción la bailarina y actriz Cynthia Rhodes, provocadora, viste un vestido rojo y danza al compás de la música mientras los hombres que la contemplan bailando caen rendidos a su encanto seductor. El tema fue escrito por David Paich en honor a Rosanna Arquette, que fue novia de Steve Porcaro.
El éxito de esta canción les valió diversas nominaciones a los premios Grammy's, incluyendo categoría «canción del año» y «récord del año». Posteriormente salió el sencillo «Make Believe» que llegó al top 30 y en enero de 1983 se publicó su tercer sencillo «Africa» que estuvo en el número uno durante seis meses. El sencillo vendió dos millones de copias.
En la 25.° entrega de los Grammy's, en febrero de 1983, Toto ganó seis premios: álbum del año (Toto IV), récord del año (Rosanna), productor del año (Toto), mejor arreglo instrumental (Rosanna), mejor arreglo vocal (Rosanna) y mejor arreglo en sonido (Toto IV).
Toto estableció un récord en los premios Grammy al ser el artista que más Grammy's ha ganado en una noche, pero al año siguiente el disco Thriller los superaría. Álbum en el que los mismos músicos de la banda serían contratados para lograr el éxito conseguido de Toto IV. Mientras que siguen siendo la banda que más Grammy's ha ganado en una noche.
Por otro lado Steve Lukather consiguió otro galardón en la categoría de mejor canción rhythm and blues, junto a Jay Graydon y Bill Champlin por componer «Turn Your Love Around» para George Benson.
Después del éxito arrollador de la banda, se publicó «I Won't Hold You Back». Debido a este éxito, Toto vendió más de cinco millones de copias entre 1982 y 1983, consiguiendo así un doble disco de platino.

#### Drogas
Tiempo después en 1984 comienzan a grabar Isolation y cuando llevaban tres cuartos de material grabado, Jeff Porcaro en nombre de la banda le pide a Bobby Kimball que abandone la agrupación. El cantante comenzó a caer en una adicción a las drogas que le estaba estropeando su voz. Había veces en que no llegaba al estudio y si lo hacía, llegaba en condiciones paupérrimas lo que dificultaba grabar sus piezas vocales. Por otro lado, la mala relación que tenía con alguno de los integrantes provocó finalmente que se decidiera echarlo. Bobby les dijo: «Ok, pero no me vuelvan a llamar».

El abuso de las drogas vino de la mano de todo el fervor de los 80's. Prácticamente todos los integrantes de la banda estaban metidos, algunos más que otros. David Hungate no estaba muy metido en las drogas que yo recuerde, pero el resto sí. Algunos más que otros. Asumo mi responsabilidad de haber estado metido en todo eso, pero el resto también lo estaba. No había razón para echarme la culpa a mí cuando el resto hacia lo mismo. Toto había ganado 6 premios Grammy y Steve Lukather había ganado otro co-escribiendo Turn You Love Around para George Benson. En esa noche establecimos un récord al ser la banda que más grammys ha ganado en una noche. en esa época ingerimos muchas sustantancias porque estábamos confusos. Piénsalo, fuimos el artista más premiado en los Grammy, teníamos todo el éxito y los chicos deciden echar a su cantante principal cuando llevaban la mitad del disco grabado. Esa fue una decisión tomada bajo el efecto de las drogas porque tuvimos la oportunidad de convertirnos en un super grupo luego de todo el éxito. Pero al despedir al cantante principal, CBS records le dió la espalda a Toto y dejó de promoverlos. Fue un problema para todos nosotros, pero la verdad es que, tal vez, dejar la banda salvó mi vida porque tuve que cambiar mi ritmo de vida. Pero siempre pensé que fue una mala decisión, ellos se quedaron sin cantante en plena grabación del Isolation. Fue una época terrible para mí. Todos sufrimos con esa acción.
 Bobby Kimball en una entrevista con Metal Perspective el 16 de enero del 2011 

#### Bobby se reincorpora
En 1998 se escuchan insistentes rumores —que todos los fanes deseaban que fueran ciertos— sobre un posible retorno de Bobby Kimball a la banda. En julio se confirmaban y Bobby era el vocalista otra vez.

#### Toto XX
El título del álbum Toto XX es un homenaje a sus 20 años de carrera. Con el álbum a la venta los fanes se preguntaban si habría gira, gira de despedida o todo terminaría en el álbum. El álbum contiene piezas inéditas, diez canciones que nunca se editaron por falta de tiempo o falta de espacio en los anteriores discos más tres canciones en vivo.
El primer sencillo que se promocionó fue «Goin' Home», que suena al Toto de mezclas de los años 1980 con 1990. En esta canción participan los dos vocalistas más destacados y reconocidos en la banda: Bobby Kimball y Joseph Williams. Había sido el primer sencillo de Past to Present 1977-1990 y nunca se había editado hasta este disco de rarezas.
A principios de 1999 sólo promocionaron otro sencillo «Tale Of A Man», pues deseaban iniciar una gran gira mundial. La gira la titularon «Meeting». Esto llega a ser memorable en la banda y en sus fanáticos, pues salieron en conciertos junto a Steve Porcaro, Joseph Williams y Bobby Kimball: los exintegrantes de la banda. Toto iniciaba esta gira el 23 de febrero y continuaría durante todo el año con más de 80 citas en Europa y más de 25 por Asia. Visitarían ciudades como: Tallin, Oslo, Copenhague, París, Le Mans, Róterdam, Milán, Tokio, Múnich, Praga, Berlín, Viena, algunas de Estados Unidos, etc. Descansaron sólo un mes. Volvieron a reanudar la gira a mediados de junio y terminó en noviembre. Se comenzó a rumorear la reintegración de Bobby Kimball como vocalista, la cual se confirma con su siguiente álbum.

#### Mindfields

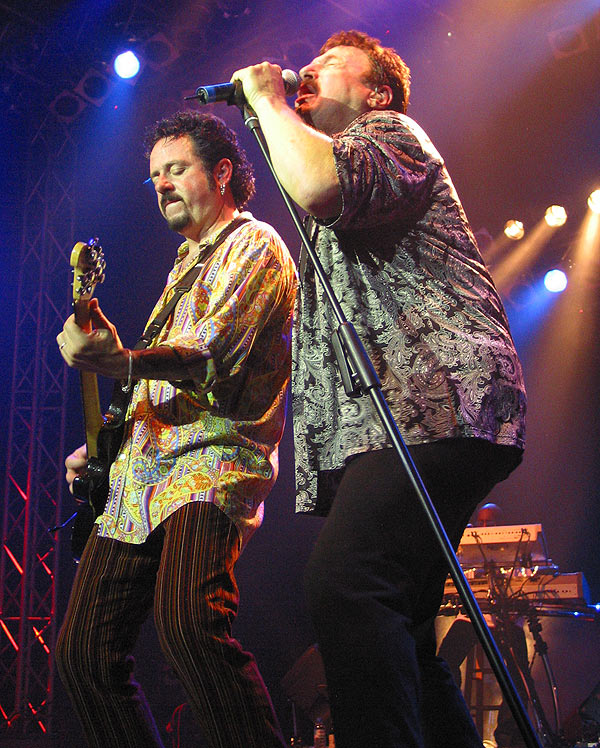
Steve Lukather y Bobby Kimball durante un concierto

Era el nuevo álbum de Toto en muchos años con Bobby Kimball y se hizo esperar. El disco se retrasaba en las tiendas y empezaba a escucharse el sencillo «Cruel» pero solo en Europa y Latinoamérica. El sencillo se colocó en el número cuatro en Alemania y en el número seis en Japón. En el año 2000 se emitía otro sencillo «Caught In The Balance» y el disco por fin se podía encontrar en Latinoamérica. El disco contiene trece pistas y un tema extra, «Spanish Steps». El disco nos lleva a un recorrido por la trayectoria de la banda y nos muestra la gran voz de Bobby. Contiene canciones finas y de gran calidad musical. Cabe resaltar que las pistas —o canciones— del álbum Mindfields fueron editados en diferente orden en Estados Unidos y en Japón. Comienzan la nueva gira titulada «Mindfields World Tour» y siguen en ella hasta el nuevo año. Simon Phillips lanza su disco Out Of The Blue, un disco en vivo. Steve Lukather hace una gira por Asia y graba un disco en vivo con Larry Carlton que ya está a la venta importado de Japón. Toto fue nominado aquel año para los Grammy con el álbum Mindfields en la categoría de ingeniería de álbum, la cual no ganaron.
En 2001 se lanza un disco nuevo, en vivo y puesto a la venta en todo el mundo. Livefields es un álbum doble en vivo grabado en Francia en 1999, durante la gira Mindfields. Este mismo año Simon Phillips lanza su disco Vantage Point y este mismo año se promociona el disco de Steve Lukather con Larry Carlton llamado No Substitutions.

#### 25 Aniversario
En 2002, en celebración del 25 aniversario de Toto, la banda lanzó un nuevo larga duración llamado Through the Looking Glass, disco de versiones en el cual se rindió homenaje a las influencias musicales de la banda como Bob Marley, Steely Dan, George Harrison y Elton John. Dos singles fueron editados, «Could You Be Loved», de Bob Marley y «While My Guitar Gently Weeps» de The Beatles. El álbum no fue un éxito comercial y muchos fanes estaban molestos por la edición y pensaban que la banda debería haber escrito nuevo material en su lugar. Sin embargo, el registro le dio el material para promover su banda «25 Aniversario Tour», que se inició en 2002 y concluyó en 2003. Después de la gira, Toto lanzó un álbum en vivo y DVD del espectáculo titulado 25th Anniversary: Live in Amsterdam.

#### Falling In Between

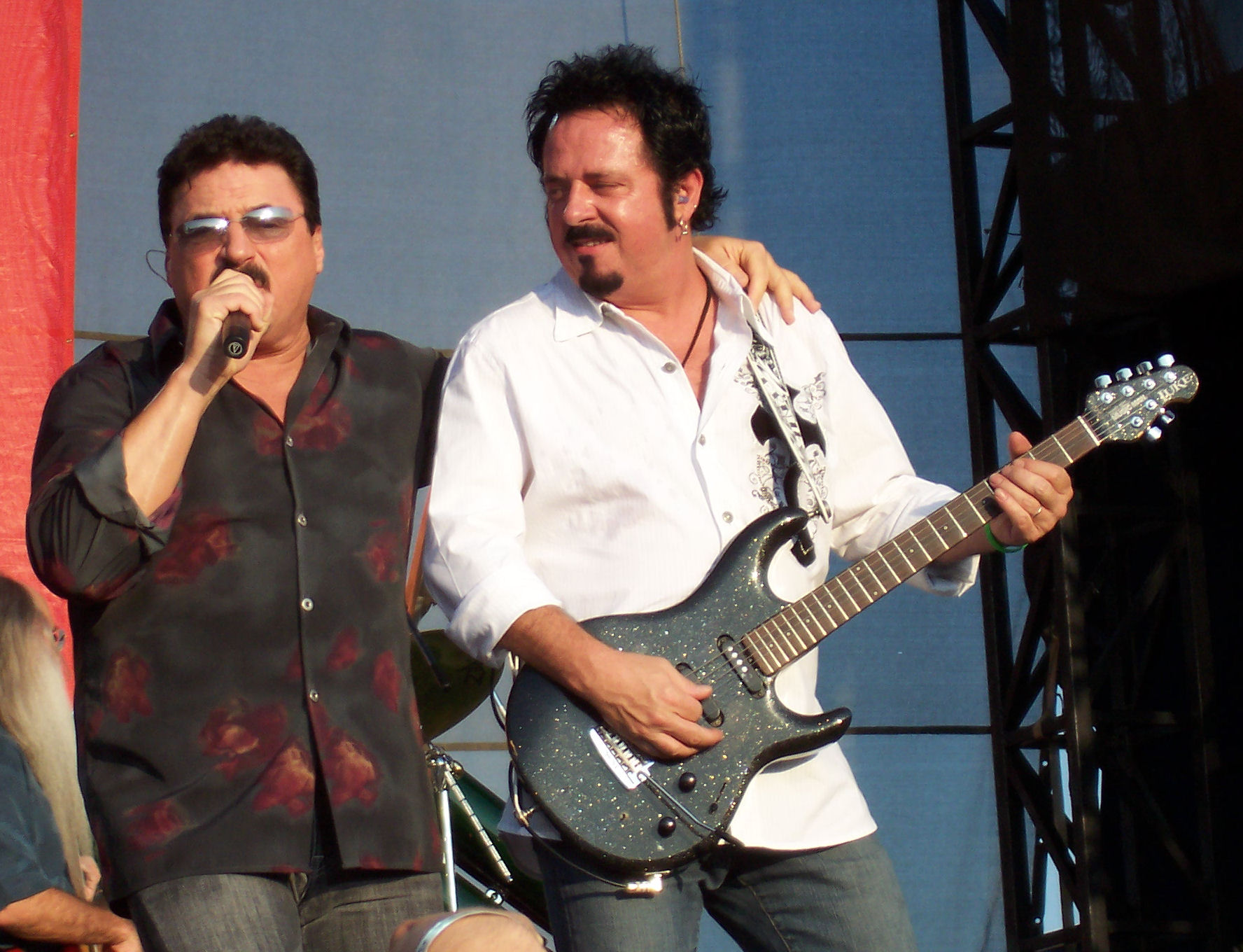
Steve Lukather & Bobby Kimball, Falling In Between tour, 2007

Este álbum recoge todos los estilos musicales que la banda ha experimentado en casi 30 años de historia. Destaca el sencillo «Dying on my Feet», cuya música recuerda los primeros tiempos de la banda. Como en otros tracks del CD aparecen invitados, en este caso, la colaboración de Chicago con su sección de metales. Un aspecto interesante de la banda en esta producción es la presencia de más de un vocalista en cada sencillo, lo que convierte a Falling in Between en un disco sumamente variado. El primer sencillo es «Bottom Of Your Soul», una canción que habla de la tragedia humanitaria en Sudán y que cuenta con la participación del exlíder vocalista de la banda Joseph Williams. Trae además la balada «Simple Life», sello distintivo de Steve Lukather. «King of the World» habla de la debacle la empresa estadounidense Enron. La canción es un regalo para los amantes del álbum Isolation. Toto sorprende también con una dura crítica al Gobierno de Estados Unidos por la guerra en Irak y lo hace con una de las interpretaciones más destacadas de su líder vocalista Bobby Kimball. Se trata de «No End in Sight». Otra joya musical de este CD es «Spiritual Man», escrita por el alma de la banda, el pianista y tecladista David Paich, y es un mensaje que habla sobre tres de las religiones más practicadas en el mundo: cristianismo, islamismo y budismo. En más de una ocasión el guitarrista Steve Lukather ha expresado que si la banda debía cerrar de una manera treinta años de carrera, este disco ha cumplido con todas las expectativas de sus integrantes.
A raíz de registro de la liberación, Toto se embarcaron en una gira mundial en el año 2006, que continuó en 2007 para una segunda etapa. El partido de 2007 aparece Leland Sklar rellenar en el bajo de Mike Porcaro, debido a una enfermedad no revelada. 2007 amplia las fechas aparece en Europa y los Estados Unidos, incluyendo una aparición en Moondance Jam en Walker, Minesota. El excantante Fergie Frederiksen hizo una aparición en la fecha de Mineapolis el 5 de mayo de 2007 y Joseph Williams también hizo una pocas apariciones con la banda en junio de 2007. Toto ha publicado recientemente un doble CD en vivo Falling in Between en Eagle Records para conmemorar la gira. Este set en vivo marca el cuarto para la banda, Absolutely Live (1993) Livefields" (1999) y 25th Anniversary: Live in Amsterdam. (2003). Para 2008, un compañero de DVD del espectáculo que fue grabado en París en marzo de 2007 fue puesto en libertad.

#### Separación y reformación
La banda se separa el año 2008 debido a que Lukather decidió desvincularse de la banda al ser el único integrante que ha estado presente en todos los álbumes, él dijo: «ya no quiero seguir haciendo covers, sin Paich y sin los Porcaro, no hay Toto». 
En 2010 la banda anunció por internet y por su página de Facebook el año que darían una gira por Europa en beneficio a Mike Porcaro, descartando la posibilidad de estar juntos por tiempo indefinido. La agrupación sería compuesta por David Paich, Steve Lukather, Steve Porcaro, Simon Phillips, Joseph Williams y como invitado especial Nathan East. Greg Phillinganes y Bobby Kimball quedaron fuera de la nómina.
«Con los problemas de salud de Mike y muchos de nosotros echándonos de menos, los amigos de colegio decidimos volver a juntarnos por una buena causa», expresó Steve Lukather en su sitio oficial.

## Discografía

### Álbumes de estudio con la banda Toto
- 1978: Toto
- 1979: Hydra
- 1981: Turn Back
- 1982: Toto IV
- 1999: Mindfields
- 2002: Through the Looking Glass —disco con covers de sus artistas favoritos—.
- 2006: Falling in Between

### Álbumes en vivo con Toto
- 1999: Livefields
- 2003: 25th Anniversary: Live in Amsterdam
- 2007: Falling in Between Live

### Giras musicales con Toto
- Toto XX World Tour (1998).
- Mindfields World Tour (1999-2001).
- 25th Anniversary World Tour (2002-2005).
- Night of the Proms (versión de 2003) (2003).
- Falling in Between World Tour (2006-2008).

### Proyectos en solitario
- 1990: Classic Toto hits
- 1994: Rise up
- 1999: All I Ever Needed

### Artistas con los que ha colaborado
- Jimi Jamison
- Chicago
- Quiet Riot